# Bordertown (Dél-Ausztrália)
Bordertown város az Ausztrália Dél-Ausztrália államában, Buckingham megyében. Lakosainak száma 2840 fő (2021. augusztus 10.). Bordertown Senior, Pooginagoric, Pine Hill, Cannawigara, Wolseley, Bordertown South és Mundulla községekkel határos.

## Népesség
A település népességének változása:

| 2016 | 2 953 |
| 2021 | 2 840 |